# Agrarismus
Agrarismus (von lateinisch ager, der Acker) ist eine agrarpolitische Ideologie, in der die Landwirtschaft die entscheidende Produktionssphäre und die Dorfgemeinschaft die Zelle der gesellschaftlichen und staatlichen Struktur darstellt. Sie entstand in der zweiten Hälfte des 19. Jahrhunderts in Deutschland, prosperierte aber besonders in den Agrargesellschaften des östlichen Mitteleuropas und Südosteuropas, wobei sie vor allem die Wirtschaftskultur sowie die politischen Strömungen der Region prägte. In Deutschland war sie die weltanschauliche Grundlage der Agrarier; vereinzelt bezeichnete der Begriff hier auch die „Herrschaft des Agrariertums“ im Sinne der „Gesamtheit der Großgrundbesitzer“.

## Begriffsbestimmung
Der Begriff hat seinen Ursprung in den Ländern der Böhmischen Krone und bezeichnete dort den „Gesamtkomplex der Ideen, die der agrarischen Bewegung zugrunde liegen“. Hier wird er als die Lehre beschrieben, nach der Boden und Landwirtschaft eine bedeutende Grundlage für das Funktionieren der Wirtschaft und der gesamten Gesellschaft bilden, und leitet davon den Führungsanspruch des Bauernstandes ab. Das städtische Leben, das sich von der Natur und natürlichem Leben entfremdet habe, verliere Körpergesundheit und geistiges und moralisches Gleichgewicht. Die Landwirtschaft wird als eine Quelle für materiellen und spirituellen Fortschritt gesehen. Das Leben des Bauern sei Ordnung in fester Disziplin, in Bescheidenheit, mit moralischem Gleichgewicht und beherberge „sanfte Geister“.
Der Agrarismus entwickelte sich zum Ende des 19. Jahrhunderts aus den verspäteten Modernisierungsprozessen in der Landwirtschaft. Die Auseinandersetzungen um Zugang zum Markt prägten den Agrarismus dort, wo eine Entwicklung hin zu kapitalistischen Verhältnissen schon stattgefunden hatte, besonders im östlichen und südöstlichen Mitteleuropa. In den kaum industrialisierten Gesellschaften dieser Großregion orientierten sich die Bewegungen eher an der Bewahrung der marktfernen bäuerlichen Familienwirtschaft und der traditionellen Dorfgemeinschaften.

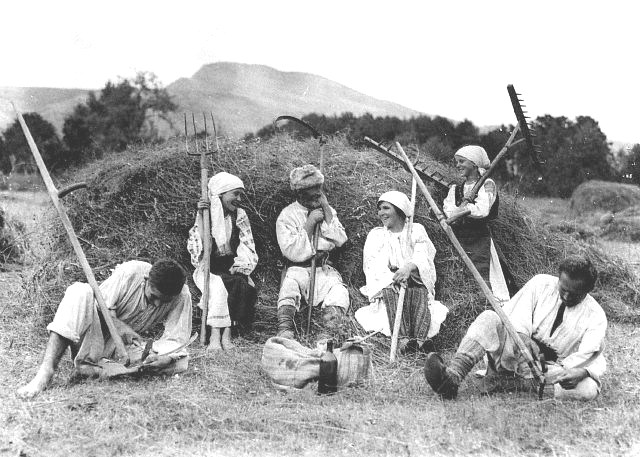
Bauern zur Erntezeit in Rumänien, 1920

Agrarismus durchsetzte das geistige und kulturelle Leben der Bauerngesellschaften der Region und zeigte sich als Teil ihrer nationalen Identität. Dabei bot er vornehmlich in der ersten Hälfte des 20. Jahrhunderts den Agrargesellschaften, die kaum Bürgertum aufweisen konnten, eine alternative Ideologie zu Kapitalismus und Kommunismus. Genossenschaften und Selbstverwaltung prägten den Agrarismus, jedoch zeigten sich vielfach theoretische und politische Eigenheiten, die abhängig waren von den regionalen Machtverhältnissen, den Bodenbewirtschaftungssystemen und den lokalen Traditionen.
Die Ideologie erlebte während der Zwischenkriegszeit den Höhepunkt ihrer Entwicklung, nachdem verschiedene Bauernparteien in Regierungen und Parlamente Einzug gehalten hatten. Diese organisierten sich auch international, anfänglich noch mit panslawistischer Orientierung. Letztendlich schlossen sich zwischen 1920 und 1926 jedoch 16 dieser Parteien aus Bulgarien, Kroatien, Litauen, den Niederlanden, Österreich, Polen, Rumänien, der Schweiz, Serbien und Ungarn zum Internationalen Agrarbüro, der Grünen Internationale mit Sitz in Prag zusammen und ermöglichten so einen transnationalen Ideentransfer. Die Tschechoslowakei nahm in dem Gefüge eine Führungsrolle ein. Krestintern, die internationale kommunistische Gegenbewegung, versuchte ab 1923 zur Erschließung revolutionären Potenzials Einfluss über die Bauern Ost- und Südosteuropas zu erlangen. Viele Führungspersonen der ostmitteleuropäischen Bauernparteien wie Stjepan Radić, Antonín Švehla, Aleksandar Stambolijski, Ion Mihalache oder Wincenty Witos entstammten dem bäuerlichen Milieu, jedoch wirkten auch Künstler und Intellektuelle am Bauernmythos, so zum Beispiel Vertreter des Poporanismus und des Sämänätorismus in Rumänien.
Die Erringung des allgemeinen Wahlrechts in Verbindung mit politischer Mobilisierung für Landreformen begünstigte die Integration der ländlichen Bevölkerung in die Nationalstaaten und führte zu einem Demokratisierungsschub. Jedoch hatte der Agrarismus keineswegs per se eine demokratische Ausrichtung, denn der ihm oft eigene Nationalismus und Antikapitalismus begünstige Antisemitismus, Nationalitätenkämpfe und die Bildung von autoritären Regimen wie die bulgarische „Bauerndiktatur über die städtische Bourgeoisie“ unter Aleksandar Stambolijski. Der Niedergang der Ideologie setzte ein, als sich viele Bauern nach der Weltwirtschaftskrise rechtsautoritären Strömungen zuwendeten. Die endgültige Entmachtung der Bauernparteien in Ost- und Südosteuropa erfolgte mit der sozialistischen Transformation und der Einführung stalinistischer Industrialisierung, welche dort die Kollektivierung der Landwirtschaft nach sich zog.